# مرة بن ذهل
مرة بن ذهل بن شيبان أحد سادة بكر بن وائل وربيعة في عصره. وأحد فرسان حرب البسوس التي وقعت بين بكر بن وائل وتغلب بن وائل في بلاد نجد.

## أبناء مرة

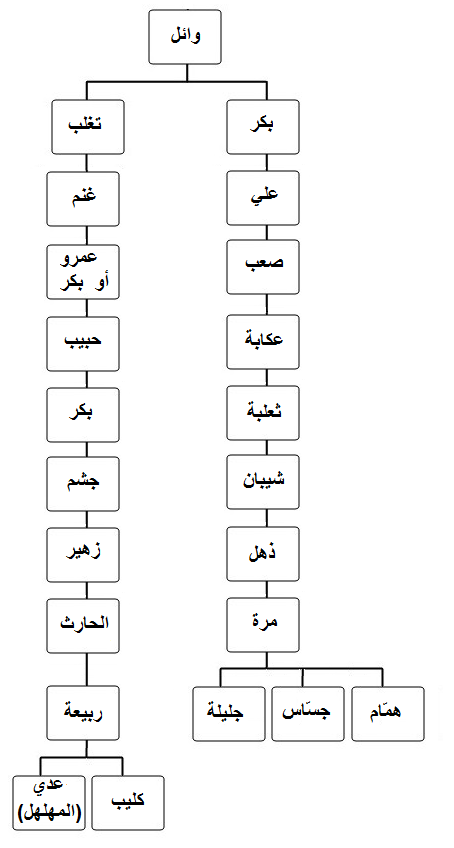
شجرة عائلة الشخصيات الرئيسية في حرب البسوس

- همام بن مرة: وأمه لبنى بنت الحزمر بن مازن بن كاهل بن أسد بن خزيمة.
- سعد (( من ذريته المثنى رضي الله عنه )) ودب وكسر وبجيراً والحارث (( اكبر ابناء مرة بن ذهل وقائد حرب البسوس ))وسيار وجندب: وأمهم هند بنت ذهل بن عمرو بن عبد بن جشم من بني تغلب.
- جساس بن مرة: قاتل كليب  وهو الذي قتل كليب بن ربيعة، وأمه الهائلة بنت منقذ بن سلمان بن عمرو بن سعد بن زيد مناه بن تميم.
- نصله بن مرة: وأمه من بني ملك بن عكرمة بن خصفة بن قيس بن عيلان.
- الجليلة بنت مرة: وهي ملكة العرب (وقيل أنها من أجمل نساء العرب حينها) و زوجة ملك العرب كليب بن ربيعة، واخت همام وجساس إبنا مرة بن ذُهل ولحد الآن لم يعرف من قتله

## حرب البسوس
لما قتل جساس بن مرة كليب بن ربيعة تشمر أخوه المهلهل، واستعد لحرب بكر، وجمع إليه قومه، فأرسل رجالًا منهم إلى بني شيبان، فأتوا مرة بن ذهل بن شيبان أبا جساس وهو في نادي قومه، فقالوا له: إنكم أتيتم عظيمًا بقتلكم كليبًا بناب من الإبل، فقطعتم الرحم، وانتهكتم الحرمة، وإنَّا كرهنا العجلة عليكم دون الإعذار إليكم، ونحن نعرض عليكم خلالًا أربعًا لكم فيها مخرج ولنا فيها مقنع، فقال مرة: وما هي؟، قالوا: تحيي لنا كليبًا، أو تدفع إلينا جساسًا قاتله فنقتله به، أو همامًا فإنه كفء له، أو تمكننا من نفسك فإن فيك وفاء من دمه. فقال: أما إحيائي كليبًا فهذا ما لا يكون، وأما الجساس فإنه غلام طعن طعنة على عجل ثم ركب فرسه فلا أدري أي البلاد احتوى عليه، وأما همام فإنه أبو عشرة وأخو عشرة وعم عشرة كلهم فرسان قومهم فلن يسلموه لي فأدفعه إليكم يقتل بجريرة غيره، وأما أنا فهل هو إلا أن تجول الخيل جولة غدًا فأكون أول قتيل بينها فما أتعجل الموت، ولكن لكم عندي خصلتان أما إحداهما: فهؤلاء بني الباقون فعلقوا في عنق أيهم شئتم نسعة فانطلقوا به إلى رحالكم فاذبحوه ذبح الجزور، وإلا فألف ناقة سود الحدق، حمر الوبر أقيم لكم بها كفيلا من بني وائل. فغضب القوم،وهمّوا رافضين عروض مرّة فقالوا: لقد أسأت تبذل لنا ولدك، وتسومنا اللبن من دم كليب ونشبت الحرب بينهم وكان قائد بكر بن وائل، الحارث بن مرة بن ذهل الشيباني وهو الابن الاكبر لمرة بن ذهل .

## سقاية الحجيج
كان مرة بن ذهل يسقى الحجيج الماء واللبن والعسل والسويق وفيه يقول الراجز: